# Federația Peruană de Fotbal
Federația Peruană de Fotbal (spaniolă Federación Peruana de Futbol, FPF) este forul conducător oficial al fotbalului în Peru. Este afiliată la FIFA din 1924 și CONMEBOL din 1925. Forul organizează naționala statului. Se ocupă indirect de Primera División Peru și Segunda División. Sediul este Villa Deportiva Nacional, sau VIDENA, situat pe strada Aviación 2085 San Luis, Lima.